# Đường kính xi lanh

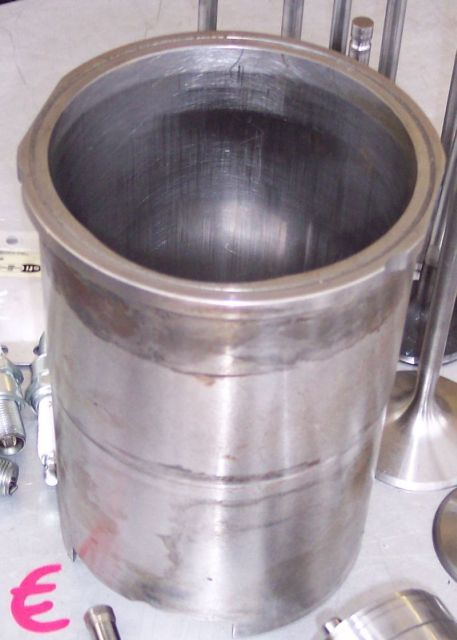
Xi lanh trong hình có ống lót có thể tháo rời được. Đường kính xi lanh trong trường hợp này bằng đường kính trong của ống lót xi lanh.

Trong động cơ piston, đường kính xi lanh (tiếng Anh: bore, cylinder bore) được định nghĩa là đường kính trong của mỗi xi lanh. Thuật ngữ "đường kính xi lanh" có thể được áp dụng cho đường kính xi lanh động cơ đầu máy (locomotive engine) hoặc piston trong động cơ hơi nước.

## Đường kính xi lanh và dung tích xi lanh
Dung tích xi lanh (hay còn gọi là thể tích công tác của xi lanh) được tính dựa trên chiều dài hành trình piston (B) và đường kính xi lanh (Vd) theo công thức sau:
{\displaystyle V_{d}=\pi \times S\times {\frac {B^{2}}{4}}}
Trong đó: 
- Vd: Dung tích xi lanh (cm³)
- S: Chiều dài hành trình piston (cm)
- B: Đường kính xi lanh (cm)

## Đường kính xi lanh và hành trình piston
Tỷ số giữa đường kính xi lanh (B) và hành trình piston (S) được tính theo công thức sau:
{\displaystyle R_{BS}={\frac {B}{S}}}
Đối với những động cơ công suất nhỏ và trung bình, giá trị RBS trong khoảng từ 0,8 đến 1,2. Đối với động cơ diesel lớn, tốc độ vòng tua chậm, giá trị RBS giảm xuống khoảng 0,5.
Tỷ số giữa đường kính – hành trình piston (RBS) được dùng để xác định động cơ có phù hợp cho nhu cầu về công suất ở tốc độ vòng tua cao (đơn vị RPM) hoặc nhu cầu về momen xoắn ở ở tốc độ vòng tua thấp.